# Commissario Van Veeteren
Van Veeteren è un personaggio immaginario, letterario e televisivo, protagonista dei romanzi polizieschi di Håkan Nesser e delle serie televisive derivate. Van Veeteren è un commissario di polizia che svolge le sue funzioni nell'immaginaria cittadina di Maardam in cui sono ambientati i dieci romanzi finora scritti. La nazione in cui si trova Maardam non è identificabile, anche se le caratteristiche geografiche, i toponimi e la valuta (il gulden) potrebbero ricordare i Paesi Bassi. Sembra da escludere che  Maardam si trovi in Svezia (paese di nascita dell'autore dei romanzi) in quanto il commissario, riferendosi al libro Determinantan di Leon Rappaport, afferma "Non leggo lo svedese, purtroppo".

## Il personaggio
Van Veeteren risulta essere nato a Maardam intorno al 1945, come si evince dalle età che vengono proposte nei vari romanzi. All'inizio della serie il commissario ha circa cinquant'anni, è divorziato da qualche tempo e sporadicamente si incontra con i due figli. Non ha legami sentimentali stabili e non se ne fa un problema.
Negli anni successivi, si ritirerà dalla professione per gestire un piccolo negozio di libri d'antiquariato e instaurando una relazione sentimentale con Ulrike Fremdli,  continuando però a fornire aiuto e consigli ai suoi ex-colleghi sui casi più difficili da risolvere.

### Carattere
Taciturno e solitario, non ama la tecnologia, rifugge l'uso delle armi, evita di mettersi in primo piano di fronte ai media. Intuitivo, e non sempre metodico, è privo di ambizione carrieristica ed è talvolta critico nei confronti delle gerarchie.

## Romanzi e racconti
1. 1993 - La rete a maglie larghe (Det grovmaskiga nätet), Guanda, 2001, traduzione di Carmen Giorgetti Cima (ISBN 88-8246-354-0)
2. 1994 - Il commissario cade in trappola (Borkmanns punkt), Guanda, 2014, traduzione di Carmen Giorgetti Cima (ISBN 978-88-235-1353-2)
3. 1995 - L'uomo che visse un giorno (Återkomsten), Guanda, 2003, traduzione di Carmen Giorgetti Cima (ISBN 88-8246-464-4)
4. 1996 - Una donna segnata (Kvinna med födelsemärke), Guanda, 2002, traduzione di Carmen Giorgetti Cima (ISBN 88-8246-463-6)
5. 1997 - Il commissario e il silenzio (Kommissarien och tystnaden), Guanda, 2004, traduzione di Carmen Giorgetti Cima (ISBN 88-8246-745-7)
6. 1998 - Il dovere di uccidere (Münsters fall), Guanda, 2017, traduzione di Carmen Giorgetti Cima (ISBN 978-88235-1678-6)
7. 1999 - Carambole (Carambole), Guanda, 2006, traduzione di Carmen Giorgetti Cima (ISBN 88-8246-746-5)
8. 2000 - Un corpo sulla spiaggia (Ewa Morenos fall), Guanda, 2012, traduzione di Carmen Giorgetti Cima (ISBN 978-88-6088-007-9)
9. 2001 - La rondine, il gatto, la rosa, la morte (Svalan, katten, rosen, döden), Guanda, 2013, traduzione di Carmen Giorgetti Cima (ISBN 978-88-235-0124-9)
10. 2003 - Il caso G (Fallet G), Guanda, 2015, traduzione di Carmen Giorgetti Cima (ISBN 978-88-235-0881-1)
11. 2018 - La confraternita dei mancini (De vänsterhäntas förening), Guanda, 2019, traduzione di Carmen Giorgetti Cima (ISBN 978-88-235-2419-4) (romanzo in cui si incontrano il commissario Van Veeteren e l'ispettore Gunnar Barbarotti)